# 曹金海
曹金海（1963年—），安徽怀宁人，汉族，中华人民共和国政治人物、第十一届全国人民代表大会安徽地区代表。
毕业于上海财经大学工商管理专业，是中共党员。担任惠济区新城办事处东赵村党总支书记。2008年起担任全国人大代表。